# 特徵長度
在物理上，特徵長度是指可定義物理系統的重要尺度，一般會出現在一些公式中，表達系統的一些尺寸特性。特徵長度會用到的應用包括無因次量（像是雷诺数、畢奧數及努塞爾特數）的公式，這是因次分析以及流體力學的基礎。
在計算力學中，特徵長度是用來調整本构方程中應力集中程度的數值，特徵長度和積分點有關，若是二維分析，特徵長度是面積的平方根，若是三維分析，特徵長度是體積的立方根。

## 例子
特徵長度常會用體積除以表面積來求得
{\displaystyle L_{c}={\frac {V_{\mathrm {body} }}{A_{\mathrm {surface} }}}}
例如，特徵長度會用在計算經過圓管及非圓管的流動時（雷諾數）。此情形下，管路的特徵長度會是圓管的直徑，以及非圓管的水力直徑（hydraulic diameter） {\displaystyle D_{h}}:
{\displaystyle D_{h}={\frac {4A_{c}}{p}}}
其中{\displaystyle A_{c}}是管路的截面積，{\displaystyle p}為其濕周，此定義方式會在圓管時簡化成直徑D。
若是經過邊長a方管的水流，其水力直徑為：
{\displaystyle D_{h}={\frac {4a^{2}}{4a}}=a}
若是邊長分別為a和b的長方管：
{\displaystyle D_{h}={\frac {4ab}{2(a+b)}}={\frac {2ab}{a+b}}}
若是明渠流，濕周只包括接觸液體的渠壁。
在火箭发动机的燃燒室中，特徵長度{\displaystyle L^{*}}定義成燃燒室體積除以喉區面積。因為拉伐尔喷管的喉區小於燃燒室的截面積，其特徵長度會比燃燒室的實際長度要長。

## 外部連結
- Definition （页面存档备份，存于）